# Pasión prohibida
Pasión prohibida é uma telenovela estadunidense exibida em 2013 pela Telemundo. É um remake da série de televisão turca Aşk-ı Memnu que foi transmitido pela Kanal D a partir de 2008 até 2010.
É protagonizada antagonicamente por Mónica Spear junto a Jencarlos Canela e antagonizada por Rebecca Jones e Henry Zakka e conta com atuações estelares de Roberto Vander, Mercedes Molto, Carmen Aub e Sabrina Seara.

## Sinopse
Bianca Santillana é uma bela jovem que sempre odiou sua mãe, Flavia vda. de Santillana por causar a morte de seu pai. Flavia conhece o milionário Ariel Piedmont e quer ficar com ele apenas pelo seu dinheiro no entanto, Ariel está interessado em Bianca que aceita sua proposta de casamento apenas para arruinar os planos de sua ambiciosa mãe. Na mansão de Ariel, Bianca conhece o segundo sobrinho de seu marido, Bruno Hurtado Piedmont um jovem a quem Ariel ama como seu próprio filho.
Bruno descobre que se apaixonou pela esposa de seu tio e começa a cortejá-la no entanto Bianca rejeita, mas vendo a insistência do jovem, ela se apaixona por ele, começando juntos um relacionamento proibido. Florence "Nina" Piemonte, filha de Ariel, sempre foi apaixonada por seu primo no entanto ele só a vê como uma irmã.
No entanto Bruno não quer trair o homem que o criou como seu próprio filho, mas também não quer desistir de Bianca. Enquanto isso Bianca também se sente culpada e planeja se divorciar para não ferir Ariel, mas Flavia manipula a deixar permanentemente Bruno, porque sua filha não quer desperdiçar a fortuna de um homem rico. Bianca e Bruno planejam fugir, mas não atingem seu objetivo, deixando Bruno diante dos olhos de Bianca como um covarde.
Quando Bianca termina com Bruno, ela decide continuar com Ariel, enquanto isso, Bruno se sente devastado por ter decepcionado a mulher que ama e procura recuperá-la também. Depois de várias tentativas entre os dois decidem retomar seu relacionamento, o que suspeitara entre os membros da família, desencadeando vários eventos que afetarão toda a família, além de um final trágico.

## Elenco
- Jencarlos Canela - Bruno Hurtado Piamonte[2]
- Mónica Spear[3] - Bianca Santillana Fischer de Piamonte
- Roberto Vander - Don Ariel Piamonte
- Mercedes Molto - Denisé Lefevre "Mademoiselle"
- Rebecca Jones[3] - Flavia Fischer Vda. de Santillana
- Henry Zakka - Guillermo Arredondo
- Carmen Aub[2] - Florida "Nina" Piamonte
- Sabrina Seara - Penélope Santillana de Arredondo
- Jorge Consejo - Nicolás Arredondo
- Beatriz Monroy - Celeste de Barrera
- Rubén Morales - Salomón Barrera
- Marisela González - Francisca Piamonte
- Martha Pabón - Nuria de Arredondo
- Liannet Borrego - Katia
- Sharlene Taule - Camila Barrera
- Priscila Perales - Eliana Ramírez
- Gisella Aboumrad - Teresa "Tere" López
- Pepe Gámez - Yair Duarte
- Nikolás Caballero - Santiago "Santi" Piamonte
- Héctor Soberón - Martín Santillana
- Leslie Stewart - Isabel de Piamonte
- Estefany Oliveira - Paula
- Ricardo Herranz - Iván Pastrana
- Wdeth Gabriel - Sylvia
- Randy Melgarejo - Doctor
- Jose Manuel Cestari - Sergio
- Lina Maya - Marta
- Tomás Doval
- Luke Grande - Emilio Herrera
- Óscar Díaz - Damián
- Carlos Noceti - Fabián Hurtado
- Pablo Quaglia - Gabriel Aguirre
- Hely Ferrigny - Germán Ramírez
- Karina Musa -
- Cristina Figarola - Alicia
- Ivanna Rodríguez - Renata